# Latin American Studies Association
De Latin American Studies Association (LASA) is de grootste vereniging van beoefenaars van Latijns Amerikaanse studies. Zij werd opgericht in 1966, is gevestigd in Pittsburgh Pennsylvania en telt nu 12.000 leden. LASA verenigt specialisten over Latijns Amerika van verschillende disciplines van over de ganse wereld. Elk jaar organiseert LASA een internationaal Congres. Het thema van het congres in 2019 dat doorgaat in Boston is Justice and Inclusion. Het congres in 2020 is gepland in Mexico. 

## Referentie
- https://lasaweb.org/en/lasa2019/